# (30430) Robertoegel
(30430) Robertoegel est un astéroïde de la ceinture principale d'astéroïdes.

## Description
(30430) Robertoegel est un astéroïde de la ceinture principale d'astéroïdes. Il fut découvert le 4 juin 2000 à Socorro (Nouveau-Mexique) par le projet LINEAR. Il présente une orbite caractérisée par un demi-grand axe de 2,32 UA, une excentricité de 0,09 et une inclinaison de 4,7° par rapport à l'écliptique.

## Compléments